# Rasmus Vinderslev
Rasmus Hjorth Vinderslev (Aalborg, 12 agosto 1997) è un calciatore danese, centrocampista del SønderjyskE.

## Carriera
Ha giocato nella massima serie danese.

## Palmarès

### Club

#### Competizioni nazionali
- Coppa di Danimarca: 1

SønderjyskE: 2019-2020
- 1. Division: 1

SønderjyskE: 2023-2024